# Idioma timbisha
El timbisha o panamint (también llamado shoshoni y koso) es una lengua utoazteca hablada por los indígenas amercianos que habitaban la región alrededor del valle de la Muerte (California). Actualmente sólo quedan unos pocos ancianos capaces de hablar la lengua en California y Nevada, ninguno de ellos es monolingüe y todos usan en su vida cotidiana el inglés (marzo de 2007).

## Nombre de la lengua
Hasta la última década del siglo XX, los hablantes de la lengua se denominaban a sí mismos y a su lengua Shoshoni. Pero el grupo recibió reconocimiento federal bajo el nombre Timbisha, que es una forma anglicada del nombre nativo del valle de la Muerte, Tümpisa [tɨmbiʃa], que en la lengua original singinifica 'pintura de roca' y refiere a las fuentes de ocre rojo presentes en el valle.

## Aspectos históricos, sociales y culturales

### Distribución geográfica
El timbisha se habló en la región entre Sierra Nevada en el este de California y la región justo al este del valle de la muerte en Nevada. Los asentamientos principales estaban en situados en los valles, enumerados de oeste a este, valle Owens, valle Indian Wells, valle Saline, valle Panamint y valle de la muerte. Además había algunos asentamientos a lo largo de las laderas de la dehesa de Kawich en Nevada.

### Dialectos
Cada valle tenía su variedad dialectal distintiva, siendo las dieferencias básicamente de léxico. Aunque la pérdida generalizada de h se hacía más común hacia el oeste, de hecho en el valle Owens ese fonema había desaparecido prácticamente.  McLaughlin (1987) estudió la variante más oriental hablada en Beatty, Nevada, mientras que Dayley (1989a) documentó la variedad central del valle de la muerte.

## Clasificación
El timbisha es una lengua del subgrupo central de la subfamilia númica perteneciente a la familia de lenguas uto-aztecas. Las dos lenguas con las que presenta un parentesco más cercano son el shoshoni y el comanche.

## Descripción lingüística

### Fonología
El timbisha tiene un inventario consonántico prototípico de las lenguas númicas. Este inventario está formado por (entre corchetes se muestra la ortografía oficial usada para la lengua):
|           | Bilabial | Coronal | Palatal | Velar  | Labio- velar | Glotal |
| --------- | -------- | ------- | ------- | ------ | ------------ | ------ |
| Oclusiva  | p        | t       |         | k      | kʷ <kw>      | ʔ      |
| Africada  |          | ts      |         |        |              |        |
| Fricativa |          | s       |         |        |              | h      |
| Nasal     | m        | n       |         | ŋ <ng> | ŋʷ <ngw>     |        |
| Semivocal |          |         | j <y>   |        | w            |        |

En algunas variantes /h/ se ha perdido total o parcialmente. Todas las oclusivas, africadas y nasales son sonoras entre vocales, tras nasal y sufren lenición tras /h/ (aunque no son sonoras en ese contexto).
El inventario fonémico de vocales está formado por /i, ɨ, u; e, o, a/. Además el diptongo /ai/ en algunos contextos se realiza como [e]. En Timbisha las vocales sordas no son tan comunes como lo son en shoshoni y comanche.